# Rizana Nafeek
Rizana Nafeek (singhalais : රිසානා නෆීක්, tamoul : ரிசானா நபீக்), née le 4 février 1988 et décédée le 9 janvier 2013, est une gouvernante sri-lankaise condamnée puis exécutée en Arabie saoudite pour le meurtre de Naif al-Quthaibi, âgé de quatre mois. Ses parents allèguent que pour trouver du travail en Arabie saoudite, sa date de naissance a été modifiée sur son passeport et qu'en réalité, elle a moins de 18 ans lorsque l'évènement a lieu, rendant son exécution contraire à la Convention relative aux droits de l'enfant. Rizana Nafeek affirme que ses aveux initiaux sont faits sous la contrainte et sans assistance linguistique.

## Biographie

### Emploi en Arabie Saoudite
Nafeek aurait 17 ans lorsqu'elle arrive pour travailler en Arabie saoudite le 4 mai 2005. Ses parents allèguent que son passeport a été falsifié pour ajuster l'année de naissance à 1982, pour éviter les règles empêchant les personnes de moins de 18 ans d'être recrutées au Sri Lanka pour travailler à l'étranger. Elle commence à travailler comme gouvernante à Al-Duwadmi, à environ 400 kilomètres de Riyad.

### Mort du nourrisson
Le 22 mai 2005, l'enfant de quatre mois de son employeur, Naif al-Quthaibi, décède alors qu'il est sous la garde de Rizana Nafeek. Elle est accusée d'avoir tué l'enfant en l'étouffant à la suite d'une dispute avec sa mère. Rizana Nafeek affirme qu'elle croit que le bébé s'est étouffé avec un biberon par accident,,. Les parents du bébé et la police saoudienne insistent sur le fait qu'elle est coupable de meurtre.
Il est révélé que la police d'Al-Duwadmi n'a pas emmené l'enfant mort pour une autopsie afin de déterminer avec certitude la cause de sa mort.

### Aveux
Selon la Commission asiatique des droits de l'homme : « Rizana Nafeek aurait signé des aveux, mais ses avocats soutiennent que les aveux ont été faits sous la contrainte et, plus important encore, elle n'a pas eu accès à un traducteur lors de l'interrogatoire initial après son arrestation en 2005. Les aveux sont généralement écrits en arabe et signés par empreintes digitales. ».
Rizana Nafeek signe un affidavit le 30 janvier 2007 déclarant que ses aveux ont été obtenus sous la contrainte.

### Peine de mort
Rizana Nafeek est emprisonnée puis condamnée à mort le 16 juin 2007. Le président du Sri Lanka demande personnellement à deux reprises la grâce de Rizana Nafeek au roi d'Arabie saoudite. Des militants des droits humains organisent de nombreuses manifestations pour réclamer sa libération. En octobre 2010, selon un haut responsable du ministère des Affaires étrangères du Sri Lanka, Charles, prince de Galles, fait appel au roi saoudien, demandant la clémence pour la jeune femme. La Commission asiatique des droits de l'homme, basée à Hong Kong, appelle la reine Elizabeth II à intervenir et à demander la clémence pour Nafeek à l'occasion de son jubilé de diamant.

### Exécution
Rizana Nafeek est décapitée le 9 janvier 2013, malgré un appel du gouvernement du Sri Lanka,,,.

#### Réactions

##### Sri Lanka
Le Parlement sri-lankais observe une minute de silence peu après avoir reçu la nouvelle de l'exécution. L'UNP, le principal parti d'opposition du Sri Lanka, organise une conférence de presse spéciale quelques heures après l'exécution. Lors de cette conférence de presse, le député de l'opposition Ranjan Ramanayake décrit le gouvernement saoudien comme des "dictateurs" et souligne que le gouvernement saoudien n'exécute jamais de citoyens de pays européens ou nord-américains, mais uniquement des citoyens de pays asiatiques et africains.

##### Nations unies
Le secrétaire général de l'ONU, Ban Ki-moon, des experts indépendants des Nations unies et le bureau des droits de l'homme de l'organisation mondiale expriment leur consternation face à l'exécution de Rizana Nafeek. Rupert Colville, porte-parole du Haut-Commissariat des Nations unies aux droits de l'homme (HCDH) déclare à Genève : "Nous sommes profondément troublés par les informations faisant état d'irrégularités dans sa détention et son procès, notamment le fait qu'aucun avocat n'était présent pour l'assister dans les étapes clés de son interrogatoire et de son procès, que l'interprétation linguistique était médiocre et l'affirmation de Mme Nafeek selon laquelle elle a été agressée physiquement et forcée de signer des aveux sous la contrainte". Le Rapporteur spécial sur la torture, Juan Méndez, note que lors de l'appel de l'affaire, la défense soutient que Rizana Nafeek at été battu et obligé de signer des aveux sous la contrainte. "Son exécution est clairement contraire à la Convention relative aux droits de l'enfant et à la Convention contre la torture", déclare il.

##### Union européenne
L'Union européenne se dit consternée que l'Arabie saoudite ait décapité Rizana Nafeek malgré les appels répétés en faveur d'un sursis à l'exécution.

##### Commission asiatique des droits de l'homme
Dans une lettre adressée au Haut-Commissaire des Nations unies et au Président du Sri Lanka, la Commission asiatique des droits de l'homme déclare que l'exécution de Rizana Nafeek n'est "rien de moins qu'un meurtre".

##### France
La France condamne l'exécution de Rizana Nafeek et publié un communique : "La France condamne la décapitation le 9 janvier en Arabie saoudite de Rizana Nafeek, une jeune citoyenne sri-lankaise, qui était mineure au moment du crime. Comme l'a dit Laurent Fabius, ministre des Affaires étrangères, qui réaffirme, la France exprime son opposition ferme et constante à la peine de mort partout et en toutes circonstances et exhorte l'Arabie saoudite à mettre fin aux exécutions et à instaurer un moratoire",.

##### Grande-Bretagne
Commentant l'exécution de Rizana Nafeek, le ministre des Affaires étrangères et du Commonwealth pour le Moyen-Orient et l'Afrique du Nord, Alistair Burt, déclare : « Je condamne l'exécution de Rizana Nafeek hier en Arabie saoudite, malgré les nombreux appels en faveur de la commutation de sa peine. Le Royaume-Uni s'oppose à toute utilisation de la peine de mort par principe, quel que soit le crime commis. La décapitation de Mme Nafeek est particulièrement préoccupante car des informations suggèrent qu'elle était peut-être une enfant de 17 ans au moment où le crime a été commis. Nous constatons également la pratique de la décapitation à être particulièrement cruel et inhumain. Nous continuons de faire part de nos préoccupations concernant les droits de l'homme aux autorités saoudiennes, notamment son recours fréquent à la peine de mort. »

#### Réponse du gouvernement saoudien
Le gouvernement saoudien déclare que les déclarations faites par diverses organisations sont fausses et qu'elle a été jugée en bonne et due forme. Après le verdict, le gouvernement tente d'obtenir le pardon des parents du bébé, mais ils échouent.

#### Offre d'argent à la famille
La mère de Rizana Nafeek rejette les offres d'argent jusqu'à 16 000 dollars des Saoudiens,.